# Гацо (Падова)
Гацо (итал. Gazzo) је насеље у Италији у округу Падова, региону Венето.
Према процени из 2011. у насељу је живело 1215 становника. Насеље се налази на надморској висини од 34 м.

## Становништво
| 1951. | 1961. | 1971. | 1981. | 1991. | 2001. | 2011. |
| ----- | ----- | ----- | ----- | ----- | ----- | ----- |
| 3.839 | 3.215 | 2.892 | 3.046 | 3.101 | 3.457 | 4.291 |